# Список битв Тридцятирічної війни
Битви Тридцятирічної війни 1618—1648 дали значний поштовх розвитку військової тактики та стратегії в Європі. Розпочався перехід до формування постійних найманих армій, від добровільної вербовки до примусового набору і як наслідок встановлення у військах «палочної дисципліни» .
Завершилось формування лінійної тактики, що стала новим етапом у розвитку військового мистецтва.
Вивчення військовими теоретиками успіхів шведських військ під керівництвом Густава Адольфа дало свої результати.
Передові армії Європи стали робити головну ставку на підвищення ефективності вогню. Збільшилася роль польової артилерії.
Змінилася структура піхоти — до кінця війни мушкетери стали чисельно переважати пікінерів.
В ході війни армії часто були вимушені відступати навіть після перемог через відсутність постачання. Багато держав за прикладом Густава Адольфа стали створювати організоване постачання військ боєприпасами і провіантом. Почали з'являтися «магазини» (склади військових запасів). Зросла роль транспортних комунікацій.
Магазини і комунікації, також і війська безпосередньо, почали розглядатися, як об'єкти атаки і оборони. Серією майстерних маневрів можна було перервати комунікації супротивника і примусити його відступити, не втративши при цьому ані єдиного солдата. З'явилося поняття «маневрена війна».
В той же час, Тридцятирічна війна стала піком епохи найманих армій. Обидва табори використовували ландскнехтів, (як найманці використовувались і козацькі загони). Загони найманців набиралися з різних соціальних шарів і не оглядаючись на віросповідання. Вони служили за гроші і перетворили військову справу на професію. Поняття «мародерство» народилося саме в цей період.

## Хронологія битв
- Чеський період, 1618—1625]
  - Битва на Білій Горі, 1620
  - Битва при Віслоху 1622
  - Битва при Вімпфені 1622
  - Битва при Хехсті 1622
  - Битва при Флерюсі 1622
  - Битва при Штадтлоні 1623
- Данський період, 1625—1629
  - Битва при Дессау 1626
  - Битва при Луттері-на-Баренберзі 1626
  - Облога Штральзунду 1628
  - Битва при Волгасті 1628
- Шведський період, 1630—1634
  - Битва при Франкфурті-на-Одері 1631
  - Облога Магдебурга 1631
  - Битва при Вербені 1631
  - Битва під Брейтенфельдом 1631
  - Битва на річці Лех (1632)
  - Битва під Лютценом 1632
  - Битва при Ольдендорфі 1633
  - Битва при Нердлінгені 1634
- Франко-шведский період, 1635—1648
  - Битва при Віттштоку 1636
  - Битва при Рейнфельдені 1638
  - Битва при Брейзаху 1638
  - Битва при Хемніці 1639
  - Битва під Брайтенфельдом (1642)
  - Битва при Рокруа 1643
  - Битва при Тутлінгені 1643
  - Битва при Фрайбурзі 1644
  - Битва при Янкові 1645
  - Битва при Нердлінгені 1645
  - Битва при Цусмархаузені 1648
  - Битва під Прагою 1648
  - Битва під Лансом 1648